# 螭吻

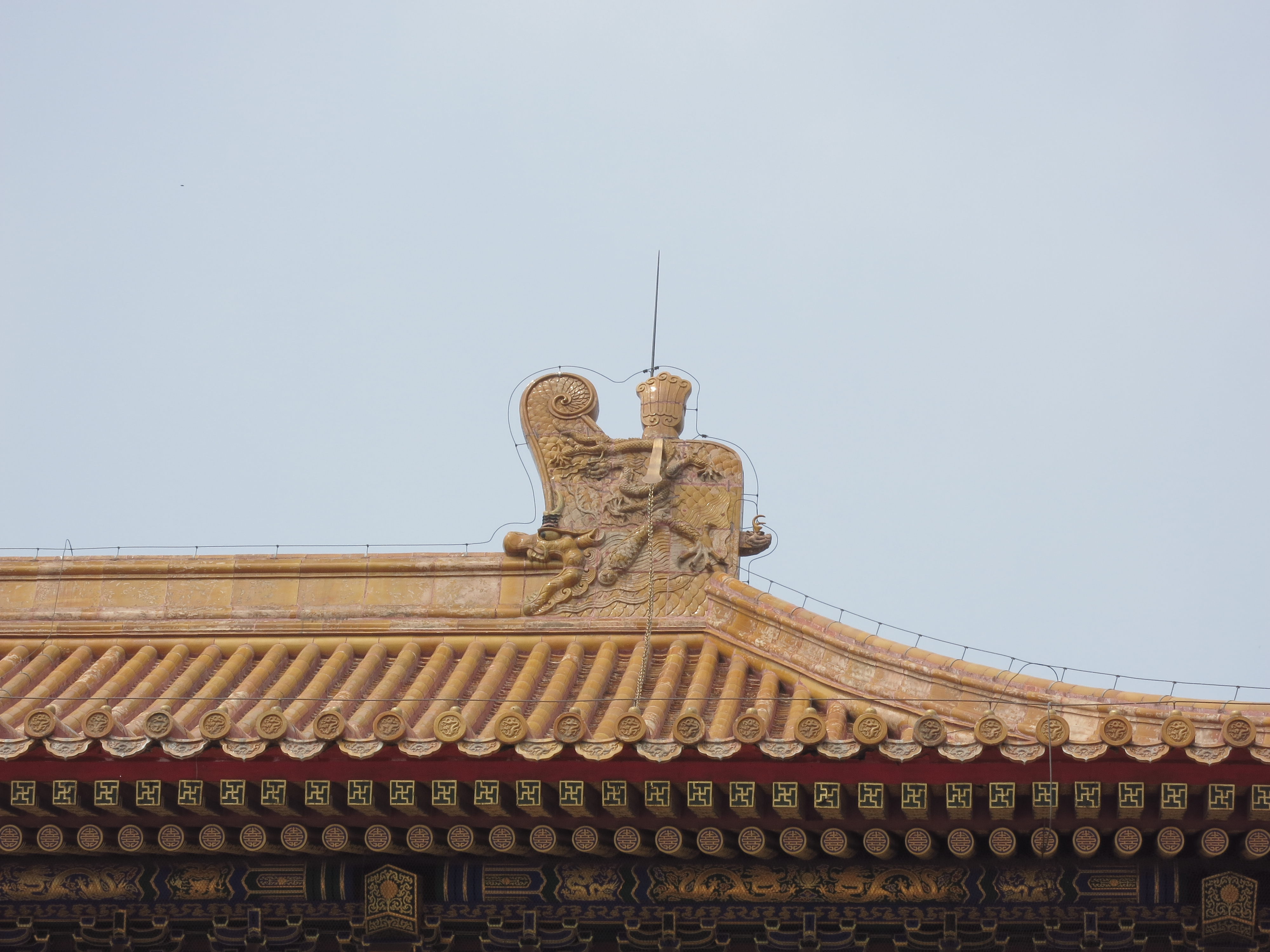
紫禁城（故宮）太和殿の螭吻

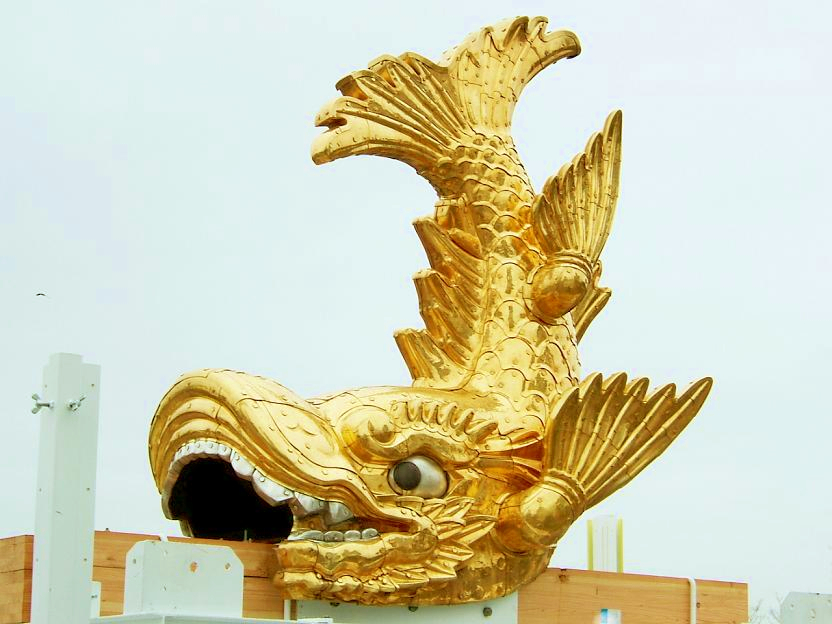
名古屋城のシャチホコ

螭吻（ちふん）（拼音：Chīwěn）は、中国の中世の城郭などに見られる建築装飾。龍もしくはそれに似た姿をしており、屋根の大棟の両端につけられる。蚩吻（しふん）または鴟吻（しふん）とも呼ばれる。また、竜生九子の一つとされる。

## 概要
螭吻の形状は多様だが、基本形としては「屋根の大棟に齧り付いた龍が身をくねらせながら尾を天に向け、その背に剣が突き刺さって持ち手だけが露出している」という様式がよく見られる。
螭の字は『説文解字』（許慎〔30-124〕）曰く、龍のうち黄色のもの、あるいは角の無い龍の意味であるとされ、また『本草綱目』などに蛟の一種と載る。吻には口もしくは唇と言う意味ある。
後漢以降、大棟の両端を強く反り上げる建築様式が見られ、3世紀から5世紀頃に鴟尾となったと考えられている。鴟尾は唐代に魚や龍の形となり、屋根に口で齧り付くような姿から蚩吻または鴟吻と呼ばれるようになったと言われる。明代頃に、蚩吻（鴟吻）は螭吻と呼ばれるようになり、姿は龍の要素がより強くなる。また、同じく屋根飾りである脊獣とも影響し合い、その形態は様々に多様化した。
日本には鎌倉時代に伝わり、鯱（しゃちほこ）となった。
『蘇氏演義』（9世紀末）に、「漢の武帝（前156-87年）が柏梁殿を建てた際、火を払うとして蚩尾（鴟尾）という海の獣の像を安置するよう勧められたこと、今日（唐代）の魚の形をした屋根飾りの蚩吻（鴟吻）はその変形であること、蚩は銅の頭と鉄の額と牛の角と耳を持つ蚩尤という獣の意味であり鴟の字である意味はない（ので誤りだろう）」と載る。また、『唐会要』（961年）には、「東海に鴟（ある種の猛禽類）に似る魚があり、浪を噴きあげ雨を降らせることから、漢の武帝の柏梁殿が火災に遭った際、火を払うまじないとして建章宮を建て、その像を屋根に飾った」ことが載る。ただし上述の通り、考古学的証拠としては、螭吻の原型である鴟尾は魚型ではなく、また武帝時代のものは見つかっていない。

## 竜生九子
竜生九子の一つとして『升庵外集』（楊慎〔1488–1559〕）に曰く「螭吻。形は獣に似ていて、遠くを望むことを好む。今の屋上にある獣頭は是である」とあり、『懷麓堂集』（李東陽〔1447-1516〕）に曰く「蚩吻。いつも吞むことを好む。今の殿脊（大棟）の獣頭にその像を遺す」と載る。

## 写真

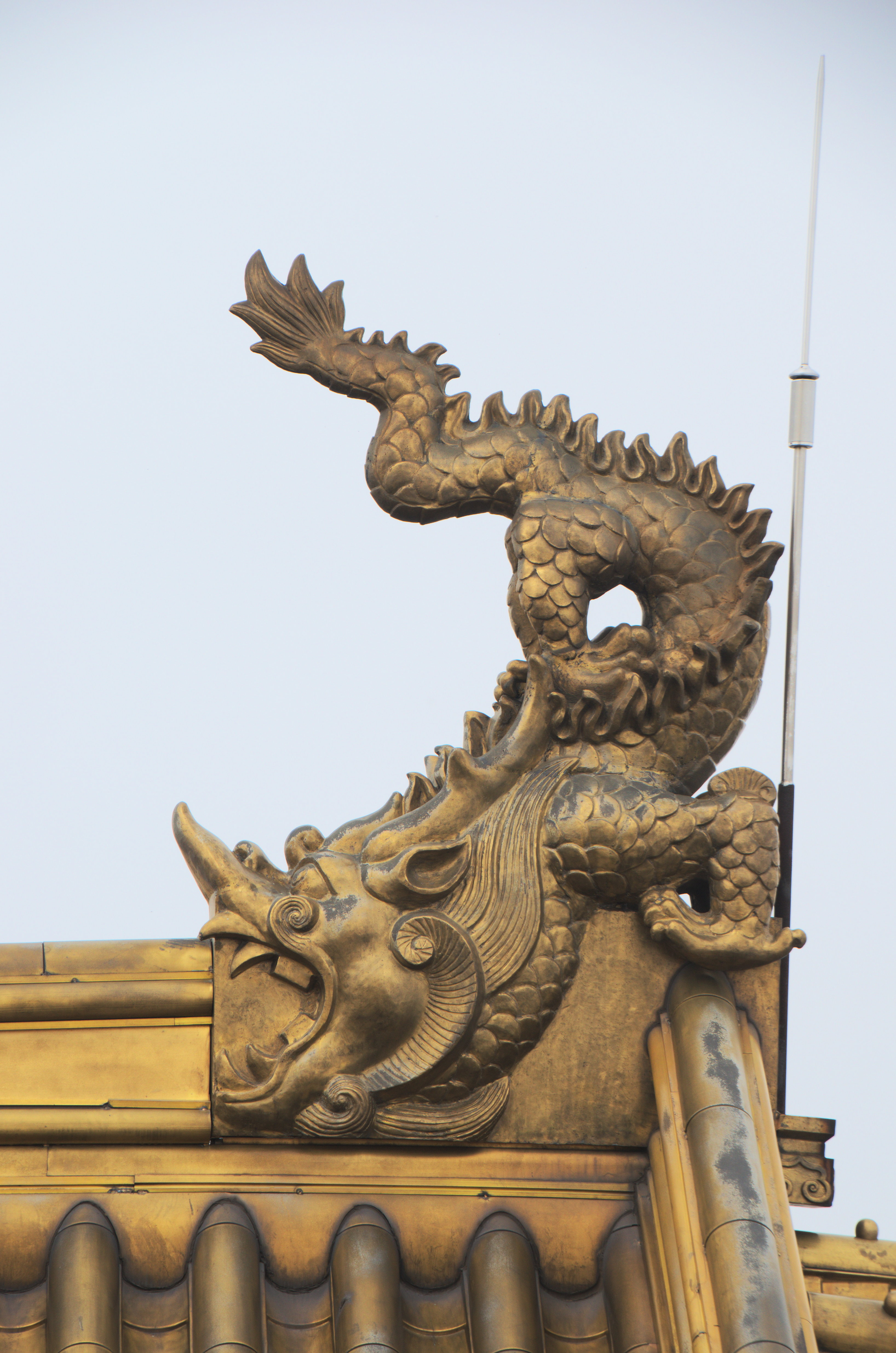
龍の螭吻（中国峨眉山）
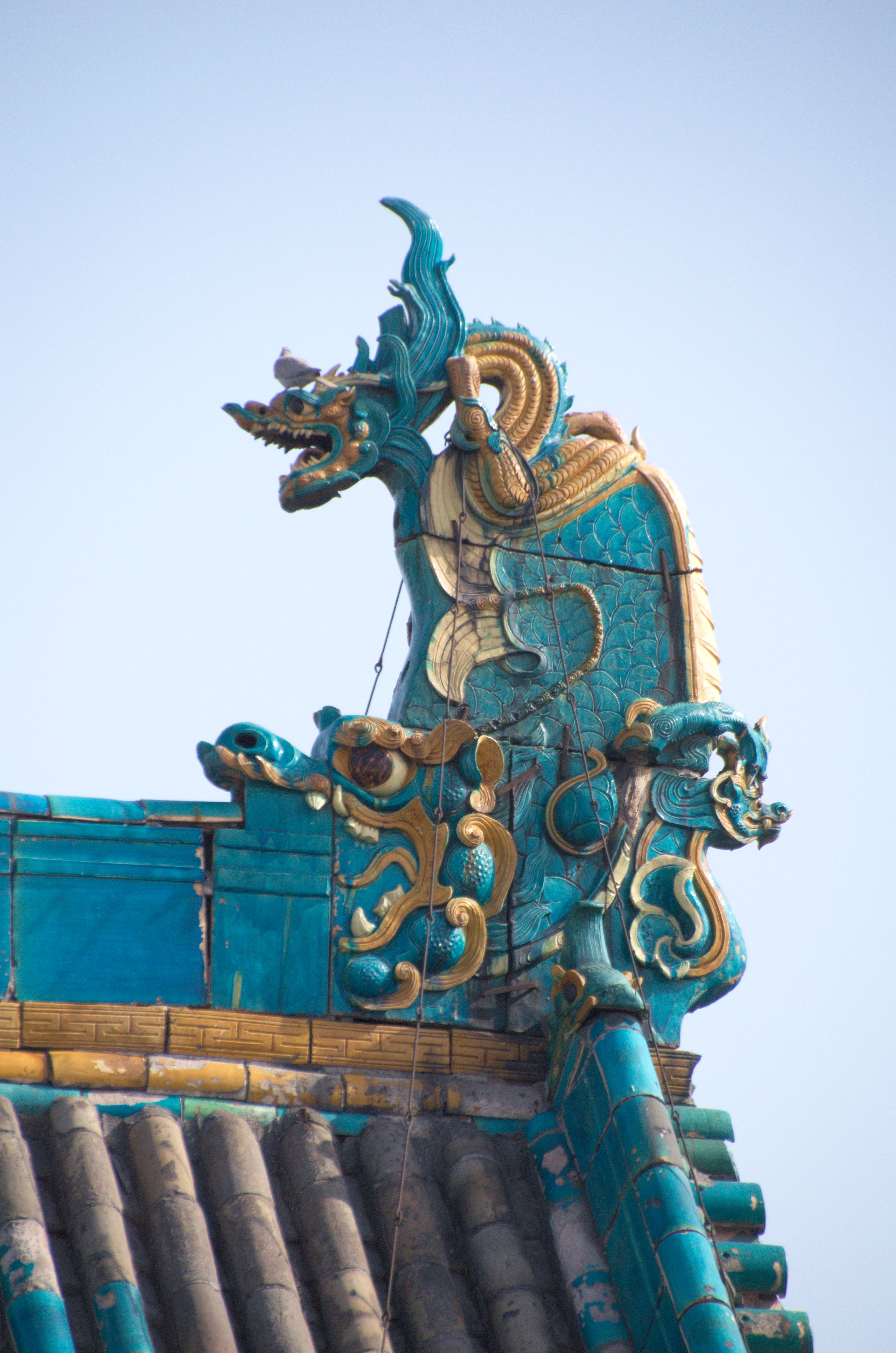
青緑琉璃瓦の螭吻（中国平遙）
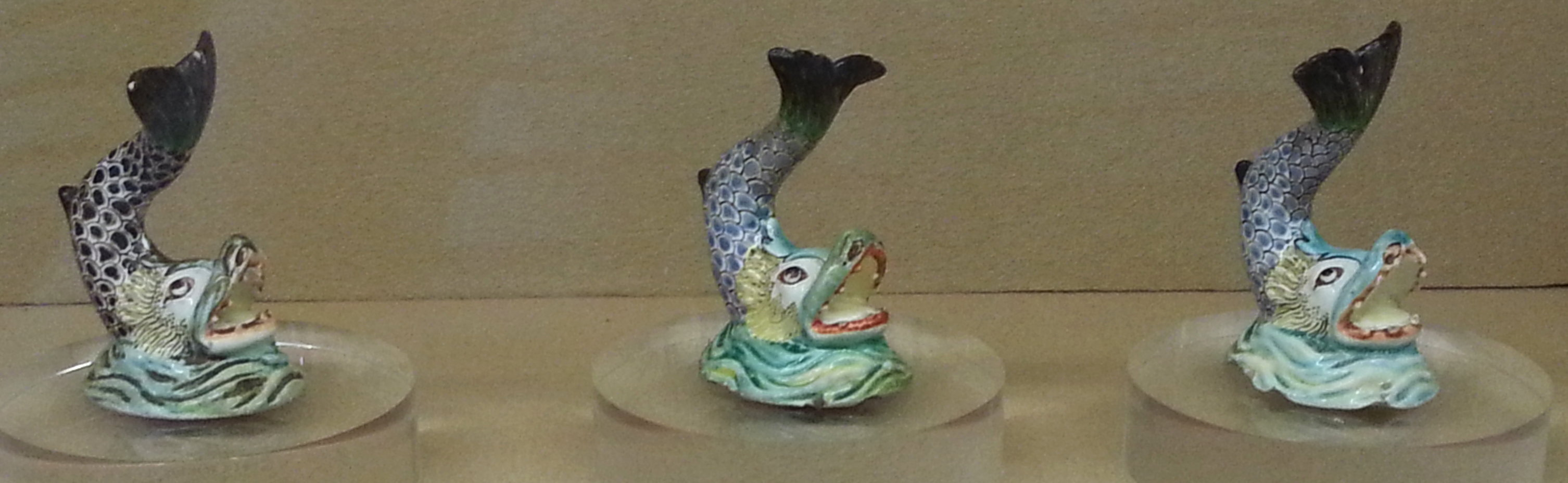
磁器の螭吻（フランス博物館）
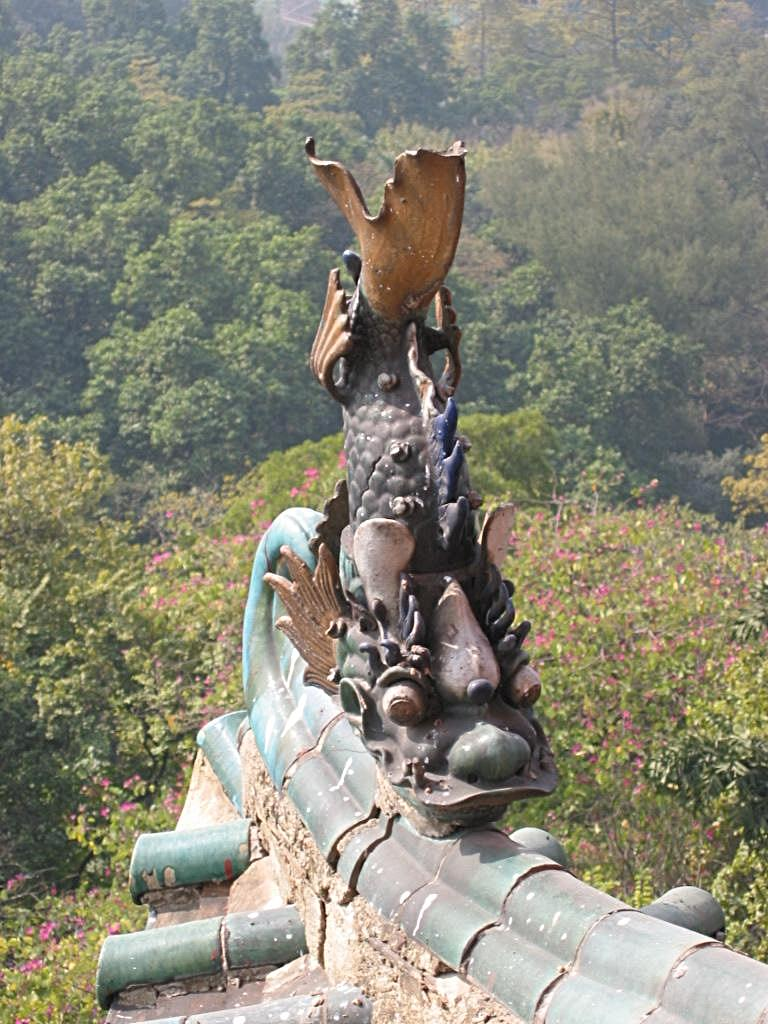
魚の螭吻（中国広州）
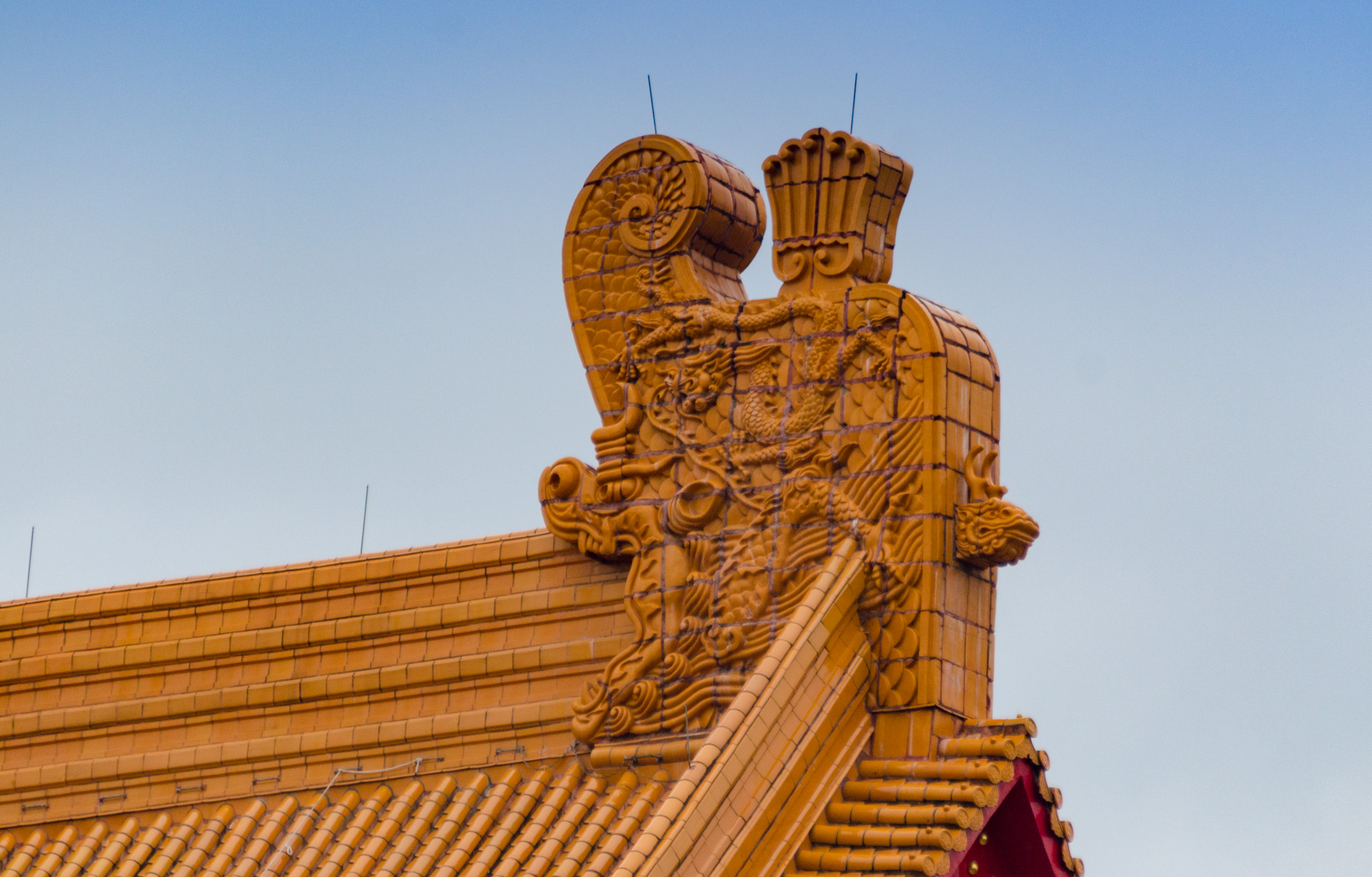
国家劇場の螭吻（台湾全土）
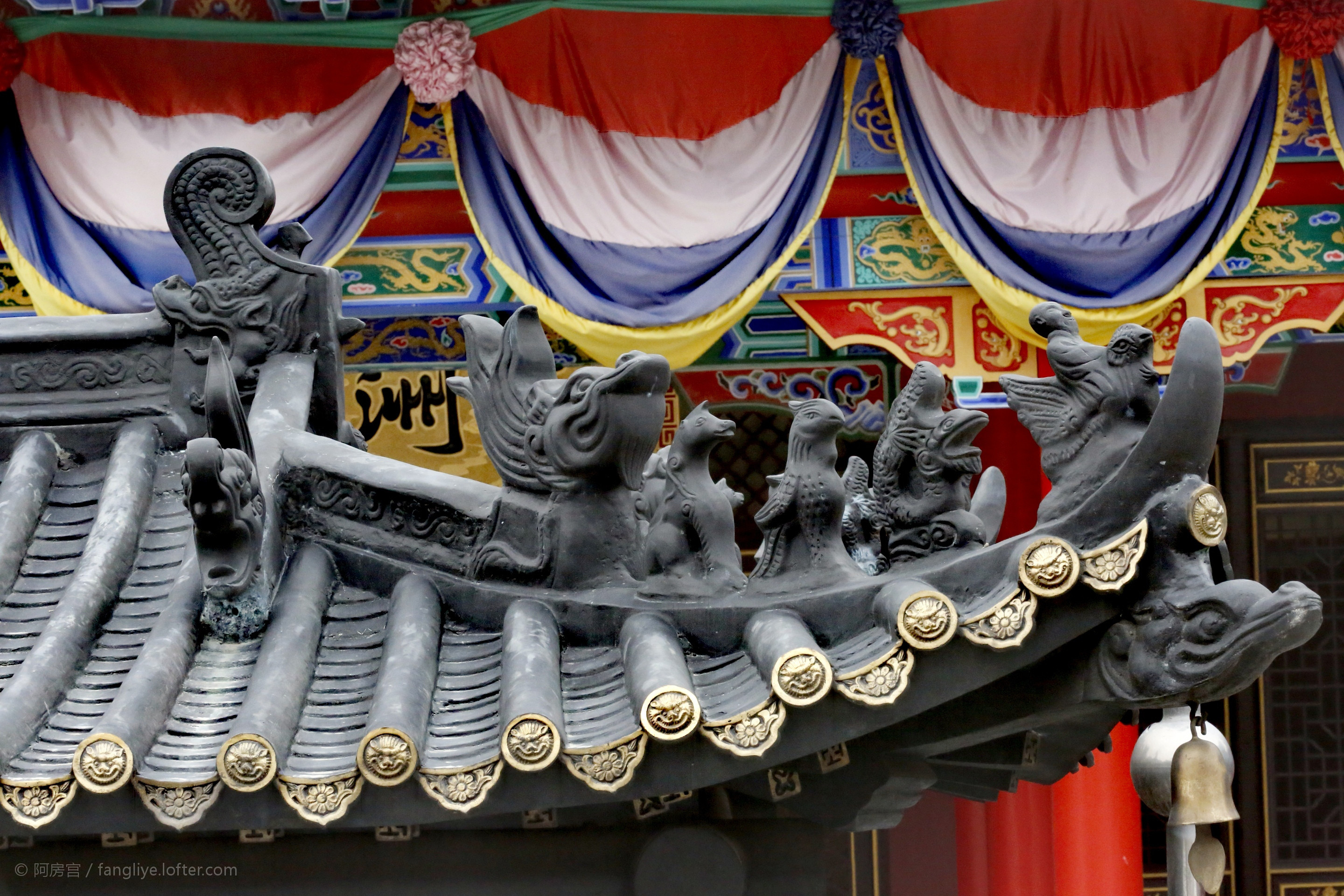
反捲の螭吻（中国北京）
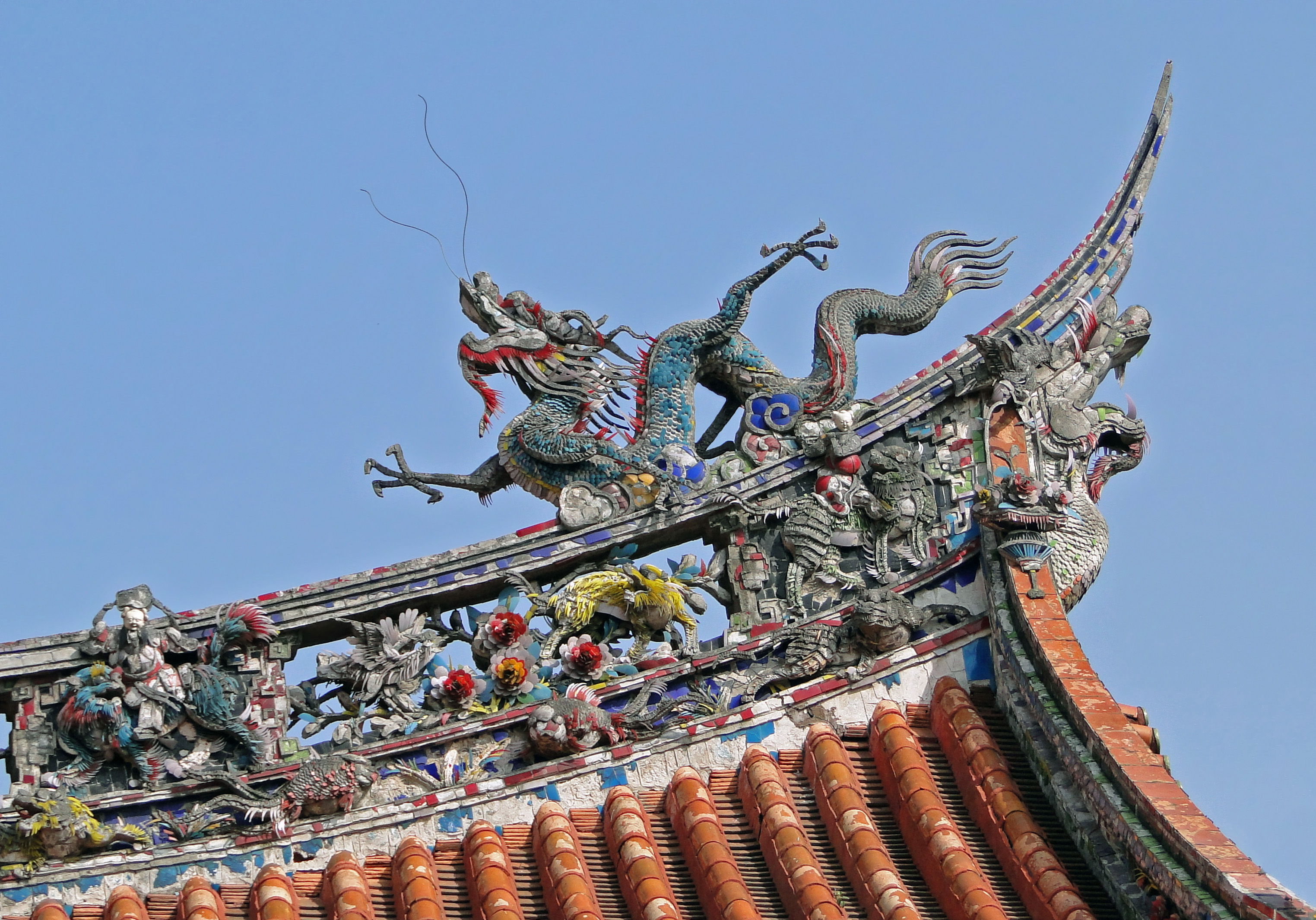
房頂と螭吻の融合（台湾台北）
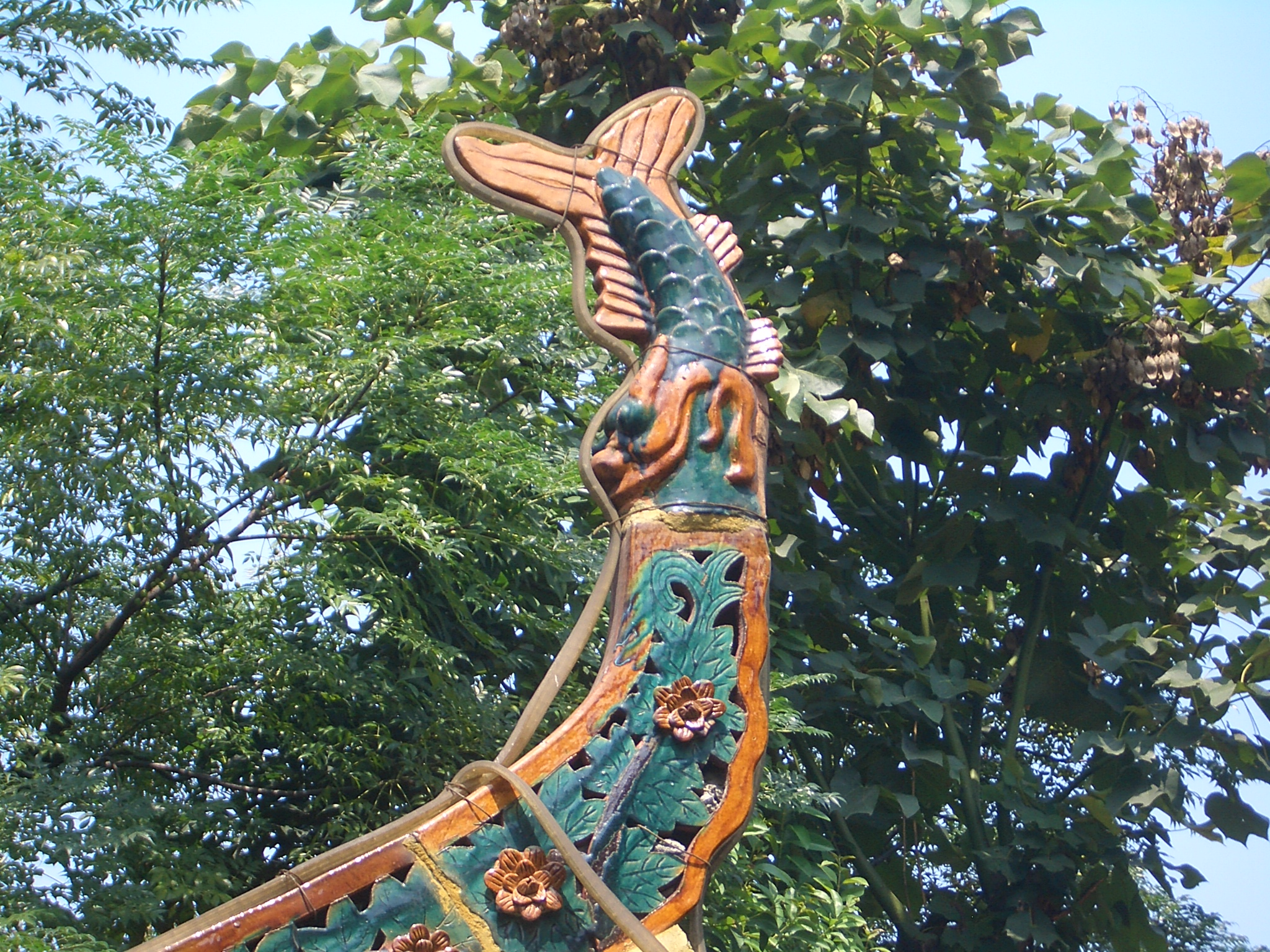
飛簷の螭吻（中国武漢）
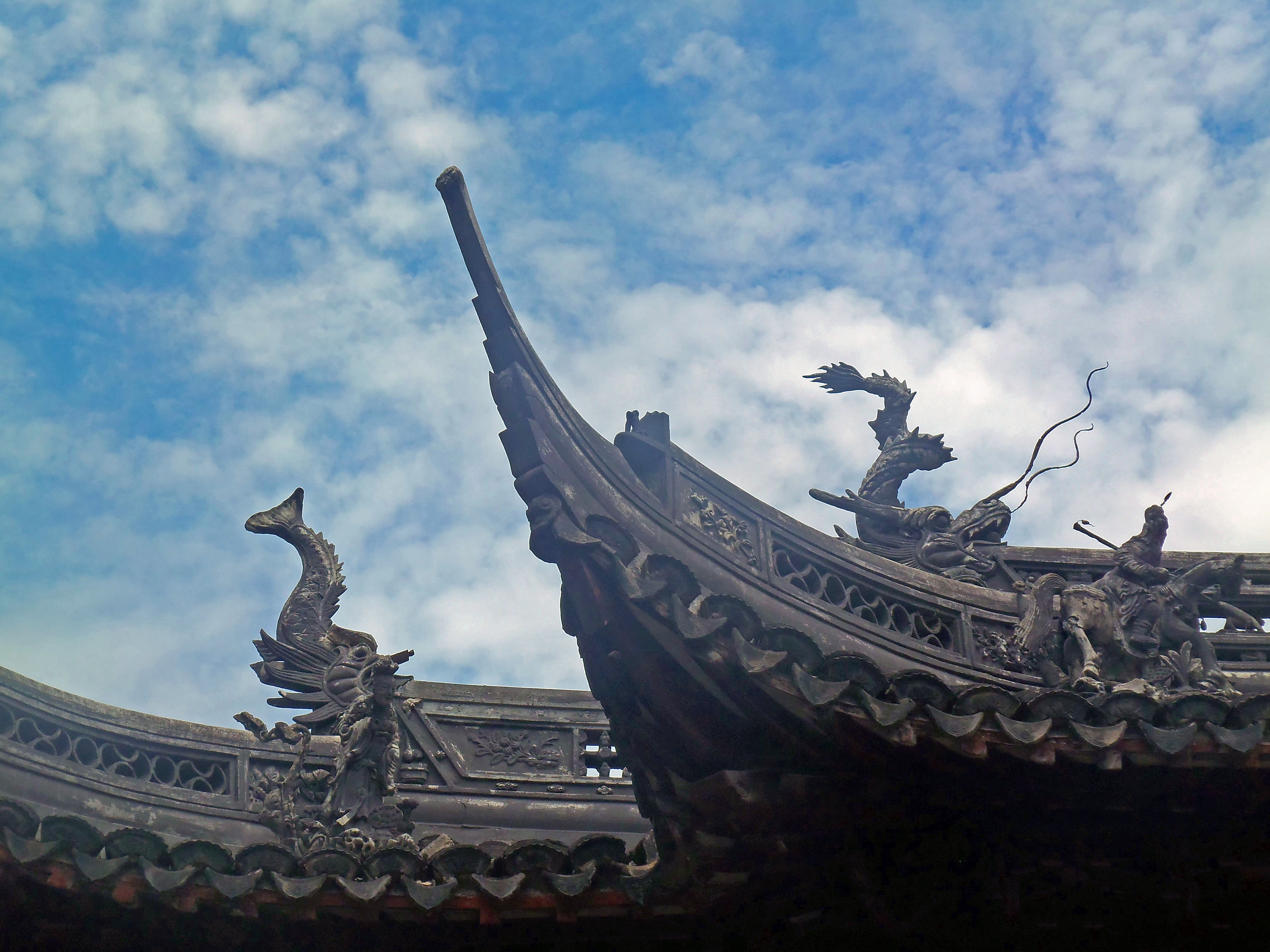
魚の螭吻+龍の螭吻の仕組み（中国上海）
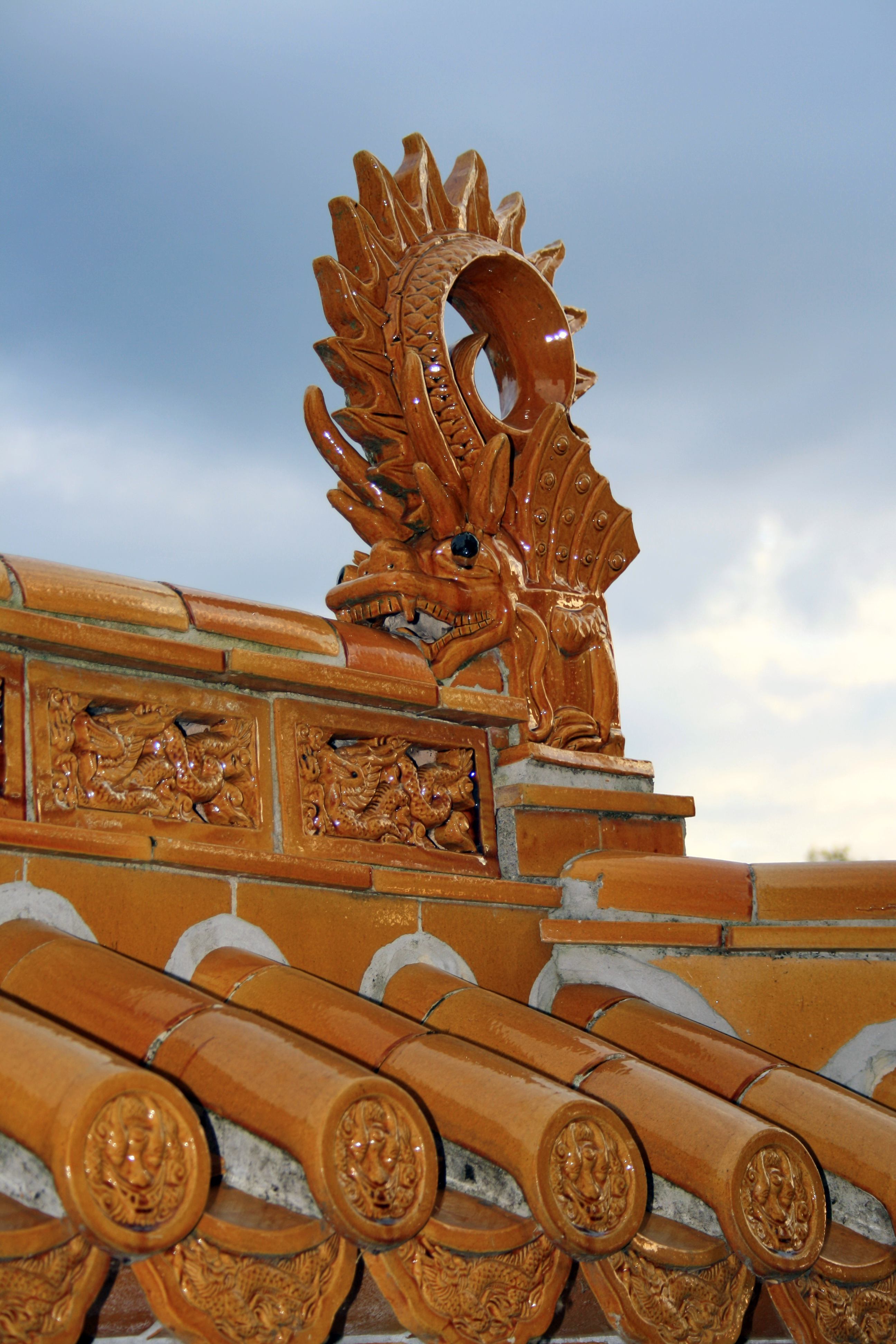
輪刺の螭吻（スイス）
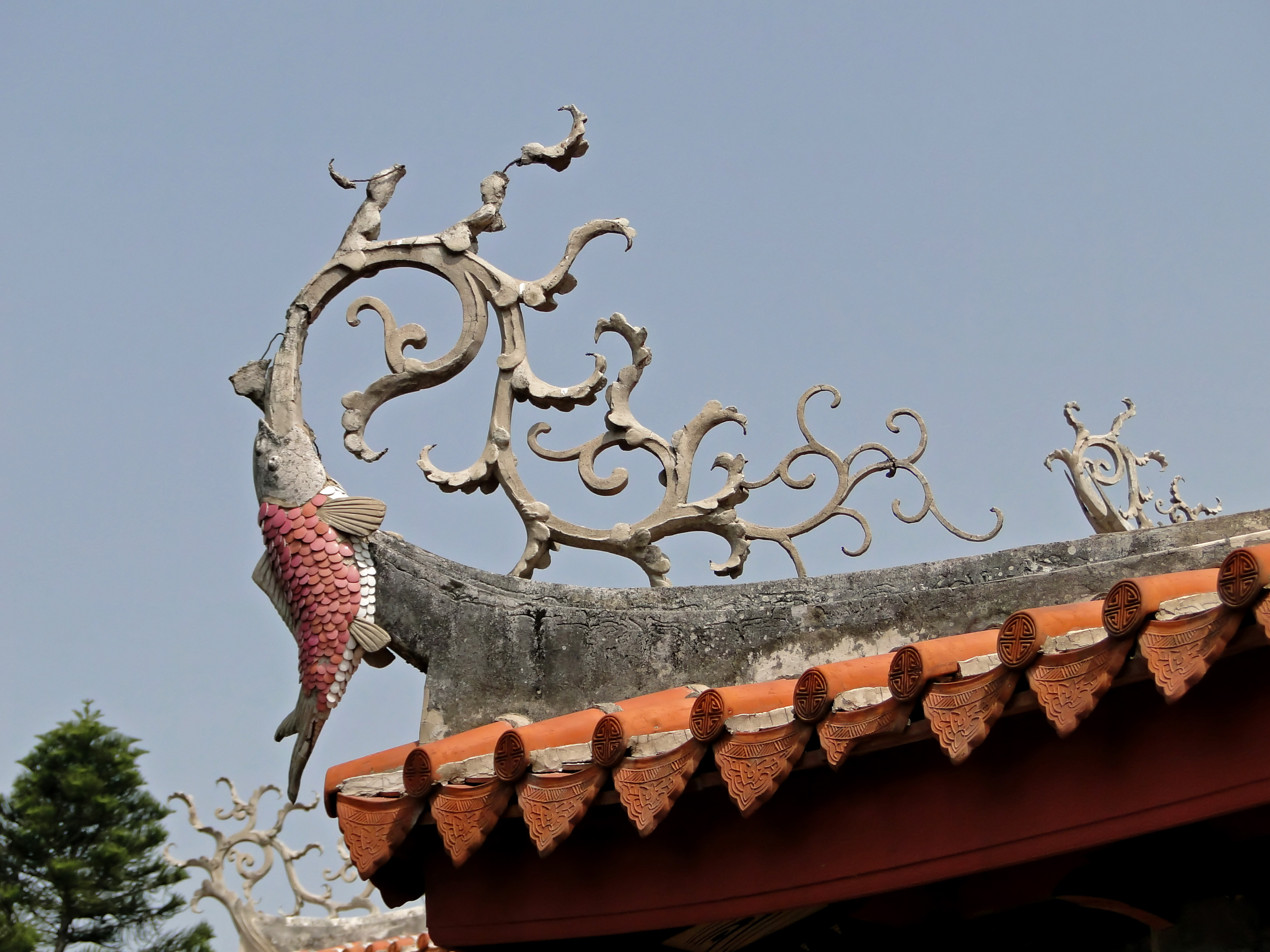
赤坎樓上魚吐海浪形的螭吻（台湾台南）
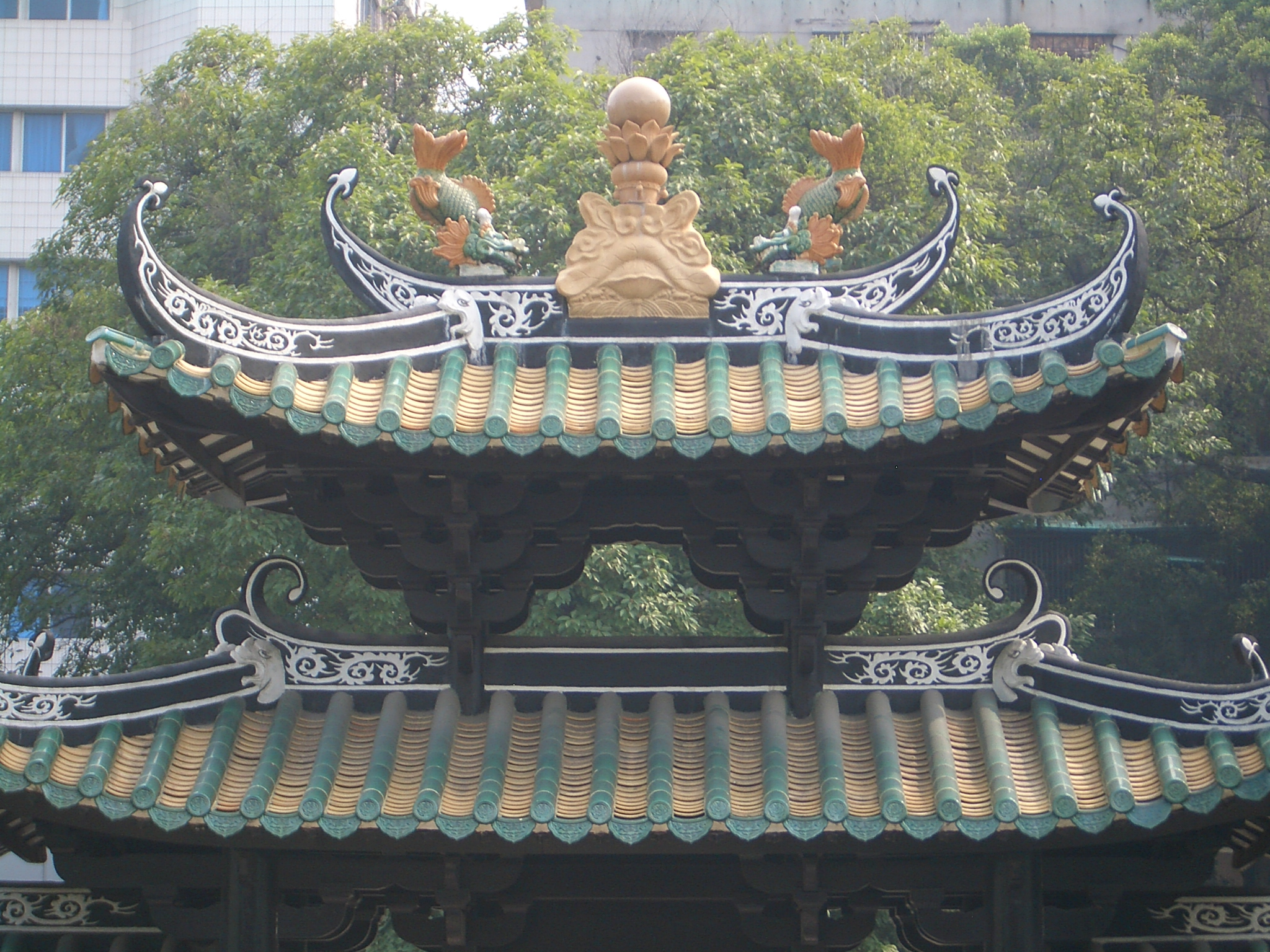
五仙觀的螭吻+飛簷的組合（中国広州）